# はくちょう座カイ星
はくちょう座χ星（はくちょうざカイせい）は、はくちょう座にある有名なミラ型の脈動変光星である。学名はχ Cygni（略称はχ Cyg）。1686年にドイツのゴットフリート・キルヒによって変光が発見された星で、新星・超新星以外の変光星ではミラ、アルゴルに次いで3番目に発見された星である。

## 物理的性質
408.05日の周期で3.3等から14.2等まで明るさを変えるが、極大は必ずしも3.3等まで明るくなるとは限らない。平均の極大光度は4.3等～5.1等といったところで、2014年には極大でも7等前後までしか光度が上がらなかった。一方極小も14.2等まで暗くなるとは限らないが、極大ほど大きな変化はなく、平均の極小光度は13.3等～14.1等くらいである。
スペクトル型はS6,2e-S10,4eまで変化する。このS型というスペクトル分類は赤色巨星のみに見られる特殊なスペクトル型で、酸化ジルコニウムの吸収線がみられるものである。普通の低温度星のスペクトル分類はK型あるいはM型であり、酸化チタンの吸収線がみられる。また、K型及びM型は赤色矮星・赤色巨星・赤色超巨星と全ての低温度星に見られるのに対し、S型の恒星は赤色矮星や赤色超巨星には存在しない。

## はくちょう座χ星の導入法
γ星とβ星アルビレオの間にあるη星の近くにあり、薄黄色の5等星である17番星と近くの2つの6等星でつくる直角三角形が導入のよい目印になる。なお観測機材としては極大付近では双眼鏡で十分だが、極小付近では口径が15cm-20cm程度の天体望遠鏡がないと観測できない。